# Août 1845

## Événements
- Interdiction du travail de nuit des enfants âgés de moins de douze ans en Russie.

- 10 août : le Consul de France à Zanzibar (M. Broquant) reçoit la dernière lettre envoyée par l'enseigne de vaisseau Maizan parti explorer l'Afrique tropicale depuis  Zanzibar[1].

- 14 août, France : le tribunal de la Seine prononce la séparation de corps et de biens entre les époux Biard.
- 19 août, France : à Montville, une violente tornade fait au moins 70 morts.
- 25 août : fête de Saint-Louis à Rome après l’heureux dénouement de l’affaire des jésuites.
  - Guizot : « Le 25 août 1845, la fête de saint Louis fut célébrée à Rome avec un éclat inaccoutumé : « A neuf heures et demie, m'écrivit M. Rossi, je me suis rendu avec toutes les personnes qui composent l'ambassade du Roi, à notre église nationale. M. le directeur de l'Académie, avec MM. les pensionnaires, s'y était rendu de son côté. Dix-huit cardinaux, c'est-à-dire presque tous les membres du sacré collège présents à Rome, ont assisté à la messe. » Le pape y est et est aimable avec Rossi. »

## Naissances
- 9 août :
  - Xavier Mellery, peintre belge († 4 février 1921).
  - Alexandre-Hippolyte Charles, peintre français († 7 février 1918).
- 16 août : Gabriel Lippman (mort en 1921), physicien français, prix Nobel de physique en 1908.
- 19 août : Edmond de Rothschild : banquier français († 1934).
- 21 août : William Healey Dall (mort en 1927), naturaliste, malacologiste et paléontologue américain.
- 25 août : Louis II de Bavière Prince de Bavière († 1886).